# Домбровски, Джозеф
Джозеф Ллойд (Джо) Домбровски (англ. Joseph Lloyd "Joe" Dombrowski; род. 12 мая 1991, Нью-Касл, Делавэр, США) — американский профессиональный шоссейный велогонщик, выступающий за команду UAE Team Emirates.

## Достижения
2011
- 2-й на Giro della Valle d'Aosta - ГК 
  - 1-й  - МК
  - 1-й на этапе 5
- 6-й на Tour of the Gila - ГК
- 8-й на Flèche du Sud - ГК

2012
- 1-й  на Girobio (U-23)- ГК 
  - 1-й на этапах 4 и 8
- 3-й на Tour of the Gila - ГК
- 4-й на Tour of Utah - ГК 
  - 1-й  - МК
- 4-й на USA Pro Cycling Challenge - ГК 
  - 1-й  - МК
- 10-й на Cascade Cycling Classic - ГК

2013
- 1-й на этапе 1 (ТТТ) Джиро дель Трентино
- 10-й на Кубке Японии

2015
- 1-й  на Tour of Utah - ГК
  - 1-й на этапе 6
- 2-й на Чемпионате США в групповой гонке
- 4-й на Туре Калифорнии - ГК
- 7-й на Туре Сан-Луиса - ГК

2016
- 8-й на Tour of Utah - ГК

2018
- 6-й на Tour of Utah - ГК

2019
- 3-й на Tour of Utah - ГК
  - 1-й на этапе 6

2021
- 1-й на этапе 4 Джиро д’Италия

| ГК | Генеральная классификация |
| МК | Молодёжная классификация  |

## Статистика выступлений наГранд Турах
| Гонка   | 2015 | 2016 | 2017 | 2018 | 2019 | 2020 | 2021                |
| ------- | ---- | ---- | ---- | ---- | ---- | ---- | ------------------- |
| Джиро   | —    | 34   | 69   | 63   | 12   | 43   | Джиро д’Италия 2021 |
| Тур     | —    | —    | —    | —    | —    |      |                     |
| Вуэльта | 46   | 88   | 101  | —    | —    | —    |                     |